# Ronja Blöchlinger
Ronja Blöchlinger (5 de mayo de 2001) es una deportista suiza que compite en ciclismo de montaña en la disciplina de campo a través. Ganó dos medallas de oro en el Campeonato Mundial de Ciclismo de Montaña, en los años 2022 y 2023, ambas en la prueba por relevos.

## Medallero internacional
| Campeonato Mundial | Campeonato Mundial    | Campeonato Mundial | Campeonato Mundial         |
| Año                | Lugar                 | Medalla            | Competición                |
| ------------------ | --------------------- | ------------------ | -------------------------- |
| 2022               | Les Gets (Francia)    | Medalla de oro     | Campo a través por relevos |
| 2023               | Glasgow (Reino Unido) | Medalla de oro     | Campo a través por relevos |